# Morning Phase
Morning Phase là album phòng thu thứ 9 và là album thứ 12 trong sự nghiệp của nghệ sĩ thu âm người Mỹ Beck. Hãng Capitol Records đã phát hành album vào tháng 12 năm 2014. Theo một số phương tiện truyền thông, Morning Phase là "phần tiếp theo" của album mà Beck sáng tác năm 2002, Sea Change. Một số nhạc sĩ đã thu âm lại Sea Change kết hợp luôn với Morning Phase.
Sau khi phát hành album đã nhận được rất nhiều lời khen ngợi và được đề cử năm hạng mục tại lễ trao Giải Grammy lần thứ 57, với ba chiến thắng: Thiết kế album xuất sắc nhất, Album cổ điển xuất sắc nhất và Album của năm. Cùng với việc chiến thắng các giải thưởng, Beck còn kết hợp với Chris Martin biểu diễn bài hát "Heart is a Drum" ngay tại lễ trao giải.
Nguồn gốc sáng tác album gần như tương tự với Sea Change, Golden Feelings (1993) và One Foot in the Grave (1994). Tuy nhiên các nhà phê bình lại đánh giá cao về sự thay đổi trong âm nhạc và phong cách gần giống Sea Change của album.

## Danh sách ca khúc
Tất cả các ca khúc được viết bởi Beck Hansen.
| STT              | Nhan đề           | Thời lượng |
| ---------------- | ----------------- | ---------- |
| 1.               | "Cycle"           | 0:40       |
| 2.               | "Morning"         | 5:20       |
| 3.               | "Heart Is a Drum" | 4:32       |
| 4.               | "Say Goodbye"     | 3:30       |
| 5.               | "Blue Moon"       | 4:03       |
| 6.               | "Unforgiven"      | 4:35       |
| 7.               | "Wave"            | 3:41       |
| 8.               | "Don't Let It Go" | 3:10       |
| 9.               | "Blackbird Chain" | 4:27       |
| 10.              | "Phase"           | 1:08       |
| 11.              | "Turn Away"       | 3:06       |
| 12.              | "Country Down"    | 4:01       |
| 13.              | "Waking Light"    | 5:01       |
| Tổng thời lượng: | Tổng thời lượng:  | 47:08      |

## Bảng xếp hạng

### Xếp hạng tuần
| Xếp hạng (2014)                          | Vị trí cao nhất |
| ---------------------------------------- | --------------- |
| Album Úc (ARIA)                          | 5               |
| Album Áo (Ö3 Austria)                    | 11              |
| Album Bỉ (Ultratop Vlaanderen)           | 7               |
| Album Bỉ (Ultratop Wallonie)             | 10              |
| Album Canada (Billboard)                 | 2               |
| Album Đan Mạch (Hitlisten)               | 3               |
| Album Hà Lan (Album Top 100)             | 5               |
| Album Phần Lan (Suomen virallinen lista) | 13              |
| Album Pháp (SNEP)                        | 36              |
| Album Đức (Offizielle Top 100)           | 13              |
| Album Ý (FIMI)                           | 10              |
| Album New Zealand (RMNZ)                 | 8               |
| Album Na Uy (VG-lista)                   | 6               |
| Album Ba Lan (ZPAV)                      | 30              |
| Album Bồ Đào Nha (AFP)                   | 6               |
| Album Tây Ban Nha (PROMUSICAE)           | 34              |
| Album Thụy Điển (Sverigetopplistan)      | 41              |
| Album Thụy Sĩ (Schweizer Hitparade)      | 5               |
| Album Anh Quốc (OCC)                     | 4               |
| Album Hoa Kỳ Billboard 200               | 3               |
| Album Hoa Kỳ Top Alternative (Billboard) | 1               |
| Album Hoa Kỳ Top Rock (Billboard)        | 1               |
| Album Hoa Kỳ Top Tastemaker (Billboard)  | 1               |

### Xếp hạng năm
| Xếp hạng (2014)                       | Vị trí |
| ------------------------------------- | ------ |
| US Billboard 200                      | 60     |
| US Top Alternative Albums (Billboard) | 8      |
| US Top Rock Albums (Billboard)        | 10     |

## Chứng nhận
| Quốc gia                                                                           | Chứng nhận | Số đơn vị/doanh số chứng nhận |
| ---------------------------------------------------------------------------------- | ---------- | ----------------------------- |
| Canada (Music Canada)                                                              | Vàng       | 40.000^                       |
| Anh Quốc (BPI)                                                                     | Bạc        | 60.000*                       |
| * Chứng nhận dựa theo doanh số tiêu thụ. ^ Chứng nhận dựa theo doanh số nhập hàng. |            |                               |

## Lịch sử phát hành
| Khu vực        | Ngày phát hành      | Hãng đĩa               | Định dạng              | Ghi chú       |
| -------------- | ------------------- | ---------------------- | ---------------------- | ------------- |
| Úc             | 21 tháng 2 năm 2014 | Fonograf Capitol       | Digital download       | [ 33 ]        |
| Hà Lan         | 21 tháng 2 năm 2014 | Fonograf Capitol       | Digital download       | [ 34 ]        |
| New Zealand    | 21 tháng 2 năm 2014 | Fonograf Capitol       | Digital download       | [ 35 ]        |
| Argentina      | 21 tháng 2 năm 2014 | Fonograf Capitol       | CD digital download    | [ 36 ]        |
| Pháp           | 24 tháng 2 năm 2014 | Fonograf Capitol       | CD digital download    | [ 37 ] [ 38 ] |
| Vương quốc Anh | 24 tháng 2 năm 2014 | Fonograf Capitol       | CD digital download    | [ 39 ] [ 40 ] |
| Hoa Kỳ         | 25 tháng 2 năm 2014 | Fonograf Capitol       | CD LP digital download | [ 41 ] [ 42 ] |
| Đức            | 28 tháng 2 năm 2014 | Fonograf Capitol       | CD LP digital download | [ 43 ] [ 44 ] |
| Ba Lan         | 3 tháng 3 năm 2014  | Universal Music Poland | CD                     | [ 45 ]        |